# Eva Billow

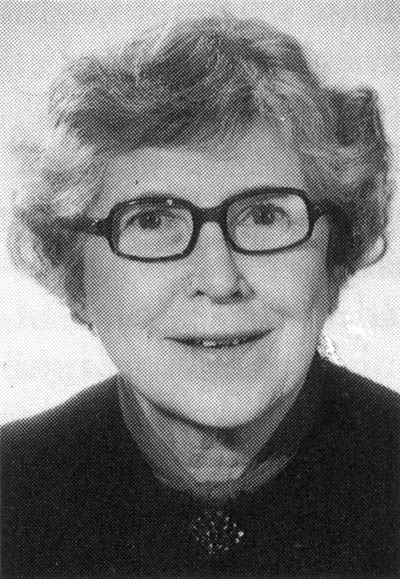
Eva Billow (1950er Jahre)

Eva Hildegard Maria Billow (geborene Forss; * 2. Mai 1902 in Övre Ullered, Värmland; † 22. Februar 1993 in Stockholm) war eine schwedische  Kinderbuch-Illustratorin, Karikaturistin und Schriftstellerin. Sie ist bekannt als Autorin und Illustratorin reimender, schwedischer Kindergeschichten, darunter Pojkarna Igelkotts vinterskor (1948) und Nickes lediga dag (1950). In einem spielerischen und humorvollen Stil zeigen sie das Alltagsleben. Oft sind Tiere die Hauptfiguren in den Geschichten. Ihre Gedichtsammlungen wurden von Kindern in ihrer Nachbarschaft inspiriert, die manchmal als Tiere, manchmal als Menschen dargestellt werden.

## Biographie
Eva Hildegard Maria Forss wurde am 2. Mai 1902 in Övre Ullered, Värmland, in Westmittelschweden, geboren. Sie war das jüngste Kind des Fabrikbesitzers und Agronomen Johan Albin Forss und von Gerda Ingeborg Tereseia, geborene Kjellmark. Nach Abschluss ihrer Schulausbildung besuchte sie die Konstfack in Stockholm. Dort ließ sie sich zur Zeichenlehrerin und Werbegrafikerin ausbilden. Sie blieb von 1925 bis 1968 an der Schule und unterrichtete Kalligrafie. Parallel dazu wurde sie 1925 Illustratorin für die schwedische Zeitung Svenska Journalen und schuf die Kinderserie Kajsa och Snurran, die 1929 in Buchform veröffentlicht wurde.
Besonders produktiv und kreativ arbeitete sie ab Ende der 1940er Jahre. So illustrierte und schrieb sie Pojkarna Igelkotts vinterskor, ein Bilderbuch für Kleinkinder über eine Igelfamilie. Mit När John Blund försov sig (1949) und Nickes lediga dag (1950) schrieb sie weitere sich reimende Kindergeschichten. Ihre Gedichte wurden in dem Buch Godmorgon och godnatt (1951) veröffentlicht. 1949 illustrierte sie Astrid Lindgrens Kurzgeschichtensammlung Nils Karlsson-Pyssling. 1952 wurde das Buch mit den Illustrationen von Billow unter dem Titel Im Wald sind keine Räuber auch in Deutschland veröffentlicht. Daneben illustrierte sie auch die Geschichte Sammelaugust, die 1949 in der schwedischen Zeitschrift Vi veröffentlicht wurde.
Dank ihres innovativen Stils wählte Svensk Bokkonst ihre Werke 1946, 1948, 1949 und 1950 als Årets utvalda böcker (Bücher des Jahres) aus. Die Bücher des Jahres werden in der Königliche Bibliothek zu Stockholm ausgestellt.
Eva Billow starb am 22. Februar 1993 in Stockholm.